# Hrvatski malonogometni kup 2011./12.
Hrvatski malonogometni kup za sezonu 2011./12. je drugi put zaredom osvojio Split Brodosplit Inženjering.

## Rezultati

### Osmina završnice
| klub1                        | rez.          | klub2                  |
| ---------------------------- | ------------- | ---------------------- |
| Nacional Zagreb              | 3:3 (8:7 pen) | Osijek 031             |
| Potpićan 98 ABS              | 0:8           | Vrgorac GTP            |
| Lika Šport (Lički Osik)      | 3:4           | Porto Tolero Ploče     |
| Mejaši KD Split              | 4:1           | Osijek VBK             |
| Square Dubrovnik             | 3:0 pf        | Sokoli Samobor         |
| Split Brodosplit Inženjering | 11:0          | Kastav                 |
| Kijevo Knauf (Knin)          | 9:5           | Petrinjčica (Petrinja) |
| Uspinjača Zagreb             | 11:1          | Kutina                 |

### Četvrtzavršnica
| klub1               | rez.     | klub2                        |
| ------------------- | -------- | ---------------------------- |
| Uspinjača Zagreb    | 1:7, 0:3 | Split Brodosplit Inženjering |
| Square Dubrovnik    | 4:4, 2:2 | Nacional Zagreb              |
| Kijevo Knauf (Knin) | 3:3, 3:5 | Mejaši KD Split              |
| Vrgorac GTP         | 1:1, 6:1 | Porto Tolero Ploče           |

### Poluzavršnica
| klub1           | rez. ! !klub2 |                              |
| --------------- | ------------- | ---------------------------- |
| Mejaši KD Split | 2:2, 4:7      | Nacional Zagreb              |
| Vrgorac GTP     | 1:2, 2:2      | Split Brodosplit Inženjering |

### Završnica
| klub1           | rez.     | klub2                        |
| --------------- | -------- | ---------------------------- |
| Nacional Zagreb | 1:2, 2:8 | Split Brodosplit Inženjering |

## Poveznice
- Hrvatski malonogometni kup – regija Zapad 2011./12.
- Prva hrvatska malonogometna liga 2011./12.
- Druga hrvatska malonogometna liga 2011./12.